# Cyclamen cyprium
Cyclamen cyprium is een plantensoort van het eiland Cyprus waar hij groeit in de dennen- en cederbossen van het Kyrenia- en Troodosgebergte.
De sterk geurende bloemen die verschijnen in de herfst, zijn wit met een paarsachtige vlek aan de basis. De rijzige bloemblaadjes met gedraaid uiteinde hebben aan de basis aan weerszijden een duidelijk oortje.

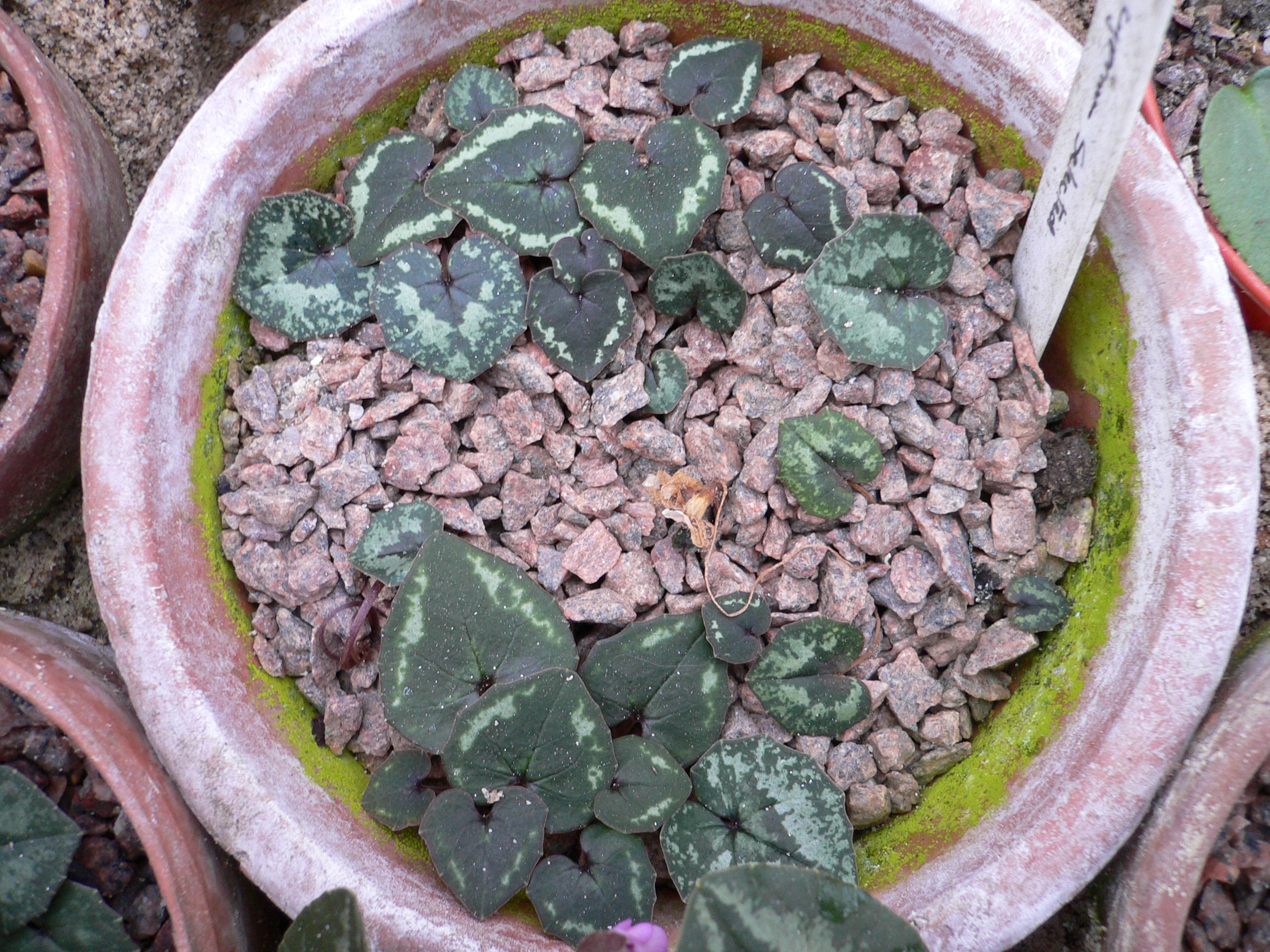
Bladeren van Cyclamen cyprium

De spiesvormige, getande bladeren zijn olijfgroen en meestal getekend. ‘E.S. form’ is een selectie met meer uitgesproken zilveren tekening. Deze soort is niet goed winterhard en wordt dus best in een koude kas gekweekt.
Cyclamen ×wellensiekii Iets. een kruising in 1969 in Nederland verkregen tussen deze soort en Cyclamen libanoticum – de andere soort van het ondergeslacht Corticata. Deze fertiele hybride heeft roze bloemen die bloeien van november tot maart.
... · 
C. abchasicum · 
C. africanum · 
C. alpinum · 
C. balearicum · 
C. cilicium · 
C. colchicum · 
C. coum (Rondbladige cyclaam) · 
C. creticum · 
C. cyprium · 
C. elegans · 
C. graecum · 
C. hederifolium (Napolitaanse cyclaam) · 
C. intaminatum · 
C. libanoticum · 
C. mirabile · 
C. persicum · 
C. pseudibericum · 
C. parviflorum · 
C. purpurascens (Alpenviooltje) · 
C. repandum · 
C. rhodium · 
C. rohlfsianum · 
C. somalense · 
...